# ポアソン和公式
数学においてポアソン和公式（ポアソンわこうしき、英語: Poisson summation formula）とは、ある関数列の無限和とその関数列をフーリエ変換したものの無限和が等しいことを主張する公式である。シメオン・ドニ・ポアソン(Siméon Denis Poisson)によって発見された。

## 証明
以下の式変形によって示される。
{\displaystyle {\begin{aligned}\sum _{k=-\infty }^{\infty }{\hat {f}}(k)&=\sum _{k=-\infty }^{\infty }{\bigg (}\int _{-\infty }^{\infty }f(x)\,e^{-i2\pi kx}dx{\bigg )}=\int _{-\infty }^{\infty }f(x)\underbrace {{\Bigg (}\sum _{k=-\infty }^{\infty }e^{-i2\pi kx}{\Bigg )}} _{\sum _{n=-\infty }^{\infty }\delta (x-n)}dx\\&=\sum _{n=-\infty }^{\infty }{\bigg (}\int _{-\infty }^{\infty }f(x)\,\delta (x-n)dx{\bigg )}=\sum _{n=-\infty }^{\infty }f(n)\end{aligned}}}
ここで、
- {\displaystyle {\hat {f}}(k)} は {\displaystyle f(x)} のフーリエ変換
- {\displaystyle \delta (x)} はデルタ関数

である。

## 応用
テータ関数、リーマンゼータ関数に関連した証明に応用される。

## 一般化
セルバーグ跡公式は本質的に一般化となっている。